# 横山由清
横山 由清（よこやま よしきよ、文政9年5月（1826年） - 明治12年（1879年）12月2日）は、江戸時代・明治時代の国学者・歌人である。本姓は小野。従六位。通称は保三、号は月舎。

## 人物

### 略歴
塚越敬明の子として江戸に生まれる。横山桂子の養子となって国学を本間游清・伊能穎則に、和歌を義母や井上文雄に学ぶ。
始め和学講談所教授となるが、明治2年（1869年）昌平学校史料編修に任ぜられる。また宇都宮義綱・瀬脇為好とともに大学中助教となる。また制度局御用掛語箋編輯として法律制度の整備に携わる。
明治3年9月18日（1870年10月12日）少史に任じられ従七位に、明治4年7月29日（1871年9月13日）左院に転じ権少史となり、同年12月12日（1872年1月21日）正七位となる。明治5年10月8日（1872年11月8日）左院五等議官に就任。
明治7年（1874年）10月10日には左院四等議官となり、明治8年（1875年）2月24日、従六位に進む。同年4月に元老院と改組されると、同年5月24日、少書記官となり、このころ黒川真頼らと『旧典類纂』田制篇などの書物の編著をしている。
明治10年（1877年）1月19日、元老院を依願免本官となるが、同年3月1日、元老院御用掛、同年8月20日、文部省兼勤、同年10月25日には元老院権少書記官に任じられた。晩年は東京大学で古代法制史を講じた。
明治12年（1879年）12月2日病死。墓は東京の谷中天王寺にある。

## 著書

### 法制史・国学
- 横山由清,黒川真頼 編『纂輯御系図』,須原屋松成堂,1916.12, 国立国会図書館デジタルコレクション
- 横山由清, 黒川眞頼 編『舊典類纂皇位継承篇』一,松成堂,1916.9-12. 国立国会図書館デジタルコレクション
- 横山由清, 黒川眞頼 編『舊典類纂皇位継承篇』二,松成堂,1916.9-12. 国立国会図書館デジタルコレクション
- 横山由清, 黒川眞頼 編『舊典類纂皇位継承篇』三,松成堂,1916.9-12. 国立国会図書館デジタルコレクション
- 横山由清 著『尚古図録』第1,2編,横山由清,明9.8. 国立国会図書館デジタルコレクション
- 横山由清 著『月舎集』,横山諶吉,明治14. 国立国会図書館デジタルコレクション
- 横山由清 著『日本上古売買起原及貨幣度量権衡考』,明12. 国立国会図書館デジタルコレクション
- 横山由清 著『公議論 : 付・衆論多数ニ決スベキ事』,横山諶吉,明16.4. 国立国会図書館デジタルコレクション
- 横山由清 編 ほか『旧典類纂』田制篇　1,2,有隣堂,明16.5. 国立国会図書館デジタルコレクション
- 横山由清 編 ほか『旧典類纂』田制篇　3,4,有隣堂,明16.5. 国立国会図書館デジタルコレクション
- 横山由清 編 ほか『旧典類纂』田制篇　5,6,有隣堂,明16.5. 国立国会図書館デジタルコレクション
- 横山由清 編 ほか『旧典類纂』田制篇　7,有隣堂,明16.5.国立国会図書館デジタルコレクション
- 横山由清 編 ほか『旧典類纂』田制篇　8,9,有隣堂,明16.5. 国立国会図書館デジタルコレクション
- 横山由清 編 ほか『旧典類纂』田制篇　10,附録,有隣堂,明16.5. 国立国会図書館デジタルコレクション

### 和歌
- 横山由清 著『月舎集』,横山諶吉,明治14. 国立国会図書館デジタルコレクション
- 『歌林雑考』歌学書